# Tutoriel
« Tuto » redirige ici. Pour le footballeur brésilien, voir Tuto (football).

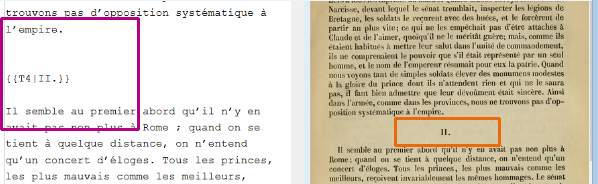
Intertitre en corps de page, modification

Un tutoriel (de l’anglais : tutorial) est un guide d'apprentissage pratique qui montre ou décrit une manière d'atteindre un objectif clairement défini, étape par étape. Il se distingue du mode d'emploi, qui, typiquement, énumère et décrit les éléments et les fonctionnalités d’un appareil ou d’un logiciel sans les envisager sous l’angle d’une tâche spécifique. Par exemple, un tutoriel peut décrire comment battre des blancs d’œufs en neige, comment découper une partie d’une image dans un logiciel de retouche d’images, ou comment installer un aquarium.
Le mot désigne à l’origine les didacticiels (logiciels didactiques) permettant à un utilisateur novice de se former de manière autonome à l'utilisation d'un autre logiciel (dans lequel il est parfois intégré). Par extension, le mot « tutoriel » en est venu à désigner des guides pratiques utilisant des supports divers (logiciel, vidéo, texte, images) et portant sur toutes sortes d'activités, comme le bricolage, l'automobile, la photo, la vidéo, le jardinage, les loisirs créatifs et même des domaines comme le développement personnel. Dans cette acception, il est abrégé, dans le langage familier, par apocope, en « tuto ».